# Nouvi sad
nouvi sad (stilizirano z malimi začetnicami) je peti studijski album prekmurske progresivne rock skupine ŠKM banda, izdan 17. januarja 2019 pri založbah Kapa Records in God Bless This Mess Records. V fizični obliki je izšel 24. januarja.
Skupina je album uradno predstavila 24. januarja v Gali hali na Metelkovi v Ljubljani in 26. januarja v klubu MIKK v Murski Soboti.

## Kritični odziv
Album je Gregor Kocijančič za Mladino ocenil s 4 zvezdicami in o albumu rekel: "Zaradi dosedanjega opusa in še posebej zaradi prejšnje plošče Panontikon, enega najpomembnejših slovenskih glasbenih presežkov iztekajočega se desetletja, je bilo od nove plošče pričakovati veliko. Samooklicani postjazzerji niso razočarali." Na portalu Rockline je bil album ocenjen s popolno oceno 10/10, recenzent Aleš Podbrežnik je v recenziji zapisal: "ŠKM Banda so se torej z albumom »Nouvi sad« zavihteli v sam zenit svoje ustvarjalnosti in tako ponudili album, ki ga lahko že sedaj razglasimo za enega najboljših slovenskih rockovskih izdelkov, kar jih je in bo dalo leto 2019!"
Na Radiu Študent je bil album uvrščen na 39. mesto na seznam Domače naj Tolpe bumov™ leta 2019, seznam najboljših slovenskih albumov leta.

### Priznanja
| objava        | uvrstitev | seznam                            |
| ------------- | --------- | --------------------------------- |
| Radio Študent | 39.       | Domače naj Tolpe bumov™ leta 2019 |

## Seznam pesmi
Vso glasbo je napisala skupina ŠKM banda.
| Št.             | Naslov          | Dolžina |
| --------------- | --------------- | ------- |
| 1.              | „Puščava‟       | 6:08    |
| 2.              | „Romantični‟    | 7:58    |
| 3.              | „Brina‟         | 4:49    |
| 4.              | „Avgust‟        | 6:24    |
| 5.              | „Bejli‟         | 11:29   |
| Skupna dolžina: | Skupna dolžina: | 36:48   |

## Zasedba
ŠKM banda
- Mitja Sušec — kitare
- Iztok Koren — kitare
- Jernej Koren — bas kitara, klaviature
- Jernej Sobočan — bobni

Tehnično osebje
- Jure Vlahovič
- Dario Solenicki
- Jure Vlahovič — miks
- Gregor Zemljič — mastering
- Urška Alič — oblikovanje